# Graham Purvis
Graham Herbert Purvis (Distrito de Hauraki, 12 de octubre de 1961) es un ex–jugador neozelandés de rugby que se desempeñaba como pilar.

## Selección nacional
Fue convocado a los All Blacks por primera vez en octubre de 1991 para enfrentar a las Águilas, nunca fue un jugador regular, estando ausente por dos años; cuando disputó su último partido en julio de 1993 ante Manu Samoa. En total sólo jugó 2 partidos y marcó un try para un total de cuatro puntos (así valía un try hasta 1992).

### Participaciones en Copas del Mundo
Solo disputó la Copa del Mundo de Inglaterra 1991 donde Purvis debutó en su seleccionado, siendo su único partido en un mundial y le marcó un try a los estadounidenses (el único internacional) para que los All Blacks triunfen por segunda vez en su grupo y en su segundo partido. En la fase final del torneo, al que los neozelandeses llegaron como ganadores de grupo, derrotaron a los Canucks en cuartos pero fueron vencidos por los eventuales campeones del Mundo; los Wallabies, en el mejor partido de David Campese.
| Mundial                       | Sede       | Resultado     | PJ | Tries |
| ----------------------------- | ---------- | ------------- | -- | ----- |
| Copa Mundial de Rugby de 1991 | Inglaterra | Tercer puesto | 1  | 1     |

## Palmarés
- Campeón de la Mitre 10 Cup de 1992.